# Pseudoluperus maculicollis
Pseudoluperus maculicollis es una especie de insecto coleóptero de la familia Chrysomelidae. Fue descrita científicamente en 1887 por John Lawrence LeConte.